# Mikhaïl Aleksandrovitch (prince de Tver)
Mikhaïl Aleksandrovitch (en russe : Михаил Александрович), dit Michel II de Tver, né en 1333 et mort le 26 août 1399 fut le grand prince de Tver et détena brièvement le titre de grand prince de Vladimir. Il fut l'un des deux seuls princes de Tver après 1317 (l'autre était son père, Aleksandr) à détenir le titre de grand prince, qui était presque du ressort exclusif des princes moscovites.

## Biographie
Mikhaïl Alexandrovitch était le troisième fils d'Alexandre II de Vladimir. Mikhaïl a grandi à Pskov, où son père avait fui après le soulèvement de Tver en 1327. Il fut baptisé par l'archevêque de Novgorod, Vassili Kalika, en 1333. Cinq ans plus tard, lui et sa mère furent appelés à Tver quand Alexandre revint dans la ville. En 1341, il se rend à Novgorod où l'archevêque Vassili lui apprend à lire et à écrire. En 1368, il devient prince de Tver.
Mikhaïl fut l'un des derniers princes à menacer sérieusement le Grand-Duché de Moscou pour la possession du poste de Grand-Prince de Vladimir, dans l'espoir de renverser Moscou avec l'aide de son beau-frère Algirdas, grand-duc de Lituanie. En 1371, il réussit à obtenir le yarlik ou brevet de grand prince de Vladimir auprès du Khan de la Horde d'Or et fut accepté comme prince de Novgorod, un atout économique important pour tout prince russe. Il semble avoir perdu le pouvoir l'année suivante lorsqu'Algirdas conclut le traité de Liouboutsk avec Dmitri Donskoï de Moscou, mais on ne sait pas clairement qui était considéré comme grand prince entre 1372 et 1375, date à laquelle Dmitri Donskoi battit Mikhaïl.